# Музыка Албании
Албанская музыка (алб. Muzikë Shqiptare) имеет истоки, уходящие в глубокую древность и характеризуется большим разнообразием местных музыкальных стилей, народные песни и инструментальная музыка северных областей страны заметно отличаются от музыки центральных и южных районов.

## История
Албанская музыка представляет собой сплав музыкальных традиций Юго-Восточной Европы, на неё оказали большое воздействие культуры соседних балканских народов, славян и итальянцев, а также турецкое влияние как результат османского владычества. Но несмотря на то, что Албания почти 500 лет входила в состав Османской империи, албанский народ сумел сохранить культурную самобытность, в том числе в музыке.
После провозглашения независимости в 1912 году до 1940-х годов Албания не имела профессиональной музыкальной культуры. Первый сборник народной музыки был выпущен пианистом Петёром Дунгу в 1940. После установления коммунистического режима в 1944 году при активном содействии со стороны СССР началось развитие национального искусства, включая профессиональную музыкальную культуру. Уже в 1944 был организован хор Народной армии Албании (впоследствии — Художественный ансамбль Народной армии) под руководством Гако Аврази, в 1960 — Государственный ансамбль народной  песни и пляски под руководством Ческа Задеи. В городах Албании стали открываться музыкальные школы, в 1947 в Тиране был открыт Художественный лицей им. Й.Мисья с музыкальным отделением по классам скрипки, виолончели, народных инструментов и пения. В 1950 году в Тиране открылась Государственная филармония Албании, объединившая профессиональные исполнительские коллективы: симфонический и духовой военный оркестры, танцевальную группу, а также певцов-солистов. В 1950-х филармония Албании поставила ряд произведений русских композиторов — оперы «Русалка» Даргомыжского (1953), «Иван Сусанин» Глинки (1955), балет «Бахчисарайский фонтан» Асафьева (1953).
В 1956 году в Тиране открылся Национальный театр оперы и балета с балетной школой, где был поставлен ряд классических опер, оперетт и балетов, в том числе советских — «Лола» С. Н. Василенко, «Шурале» Ф. З. Яруллина и другие. Ведущие артисты Национального театра получили образование в СССР и других странах социалистического лагеря, в том числе певцы — заслуженные артисты НРА А.Мула, И.Тукичи, М.Джемали, Л.Качай, а также Д.Атанас, Г.Чако; певицы — Р.Йорганджи, Г.Хеба, И.Веля; артисты балета — заслуженные артисты НРА А.Алиай, З.Хаджо, Г.Вендреша, а также балетмейстер П.Каначи, дирижёр М.Вако.
До 1950-х годов в Албании не было национальной музыки крупных форм. Первые национальные оперы стали появляться с середины 1950-х (опера «Мрика» П.Яковы, 1954) и в 1960-е годы — «Весна» Т.Дайи (1960), «Цветок памяти» К.Коно (1961), «Героиня» В.Новы (1967), «Скандербег» П.Яковы (1968), «Девушка с гор» Н.Зорачи (1970); балеты — «Халиль и Хайрия» Т.Дайи (1963), «Делина» Ч.Задеи (1964), «Партизан» К.Ляры (1967), «Дети рыбака» Т.Дайи (1972), балет для детей «Бесстрашный орлёнок» Ч.Задеи (1971); оперетты — «Заря» К.Коно (1954), «Лейла» Т.Дайи (1957); патриотическая оратория К. Трако (1961), марш-кантата Т.Аврази, увертюра на народные албанские темы Д.Леки (1954), 1-я симфония Ч.Задеи (1956), вокально-симфоническая поэма «Герои Боровы» К.Коно, «Детская сюита» для симфонического оркестра Т.Дайи (1956), струнный квартет Т.Дайи (1956), «Рондо» для струнного квартета Н.Зорачи (1960), «Албанская сюита» для флейты и фортепиано Н.Зорачи (1960), «Три симфонические картинки» Ч.Задеи, вокально-инструментальная сюита Т.Харапи (1965), концерты для фортепиано с оркестром Т.Харапи и Ч.Задеи (оба − 1969), для скрипки с оркестром Н.Зорачи (1969) и другие.
После падения коммунистического режима в стране появились новые композиторы, такие как Александр Печи, музыкальный этнограф Рамадан Соколи, Сокол Шупо, Эндри Сина, Пёлумб Ворпси, Васил Толе, возникли также новые музыкальные организации, такие как Общество профессиональных музыкантов и Общество новой албанской музыки. С Запада в Албанию пришли эстрада и рок-музыка.
Албанская оперная певица Инва Мула, дочь композитора Авни Мула, пользуется международным признанием.

### Албания на Евровидении
Албания участвует в конкурсе с 2004 года, лучший результат показала на конкурсе Евровидение 2012 — 5-е место. Худший результат был показан на Евровидении 2007, — 17 место в полуфинале, в финал Албания не вышла. За всю историю участия в конкурсе, Албания получила 1153 балла.

## Народная музыка
Албанская народная музыка подразделяется на три стилистические группы, связанные с историко-культурными областями вокруг Шкодера и Тираны; основные группы — гегская из северных и лабская и тоскская — из южных районов Албании. Для северных стилей музыки характерен «твёрдый и героический» тон, контрастирующий с «спокойными и нежными» южными тонами, а также использование нечётных размеров — 5/8, 7/8 и 11/8 и других, с различной внутренней группировкой, встречаются и смешанные размеры.
Жанры народных песен разнообразны: эпические, патриотические, обрядовые, плясовые, лирические и т. д. Среди обрядовых, например, широко распространены песни на день Св. Лазаря, означающий начало весны. Важные виды албанской народной песни — колыбельные и плачи, которые, как правило, исполняются соло женщинами.

### Северная Албания
Геги, живующие к северу от реки Шкумбини, известны богатством эпических песен, посвящённых, в частности, национальному герою Албании Скандербегу, возглавлявшему борьбу против турок в XV веке, а также тематике чести, гостеприимства, предательства и мести. Песенные традиции гегов являются одной из форм устной истории, а также своего рода инструментом социального регулирования.
Эпос гегов также включает Këngë trimash/kreshnikësh (Песни храбрецов/пограничных воинов), баллады и Vajtims máje krahi («крики»). Крупнейший сборник эпических песен — цикл Песни пограничных воинов Албании, сочинённый албанскими бардами в XVII—XVII веках и впервые записанный лишь в начале XX века. Эти эпические поэмы поются под аккомпанемент на гусле, однострунной народной скрипке. Они редко исполняются в современной Албании, преимущественно в северных горных районах.
Несколько южнее, в районе Дибра и Кичево в Македонии, вместо гусле используется чифтели, двухструнный инструмент, в котором одна струна используется в качестве бурдона и одна — для мелодии. Традиционно исполнителями были мужчины (исключение делалось только для клятвенных девственниц), но в последнее время женщины все чаще принимает участие в исполнении эпических баллад.
Чифтели и шарки используются для исполнения танцевальных и скотоводческих песен. Пастухи в северной Албании традиционно используют духовые инструменты, такие как зумарё, необычный вид кларнета, их музыка имеет «меланхоличную и созерцательную» тональность. Ещё один вид народной песни северной Албании — песни, называемые máje — krahi, которые первоначально использовались жителями горных местностей для общения на дальних расстояниях, но в настоящее время рассматриваются как песни. Песни Maje — krahi требуют для исполнения всего звукового диапазона и «мелизматических нюансов и фальцета».

### Южная Албания
Народная музыка южной Албании отличается мягкими и нежными тонами и полифоническим характером, что придаёт ей сходство с греческой музыкой — полифоническими песнями Эпира. Пожалуй, самые необычные вокальные традиции имеются в городе Влёра, где музыкальные произведения состоят из четырёх различных тонов, которые, в соединении, формируют сложную катарсическую мелодию. Ким Бёртон описал эти мелодии как «украшенные фальцетом и вибрато, иногда прерывается дикими и скорбными криками». Эта полифоническая вокальная музыка полна силы, которая «вытекает из контраста между огромной эмоциональной значимостью, которую он несёт, и коренящейся в многовековой нищете и угнетении, и строго формальным, почти ритуальным характером его структуры».
Народная музыка южной Албании также известна похоронными причитаниями (плачами) в исполнении хора и 1-2 солистов с перекрывающимися скорбными голосами. Существует традиция исполнения песен о любви, в которой исполнители используют свободный ритм и гармонию, разработанную с орнаментикой и мелизмом.
Тоски известны своими ансамблями, состоящих из скрипок, кларнетов, лахутов (своего рода лютни) и дафов. Город Пермет является центром инноваций в албанской музыке и родиной известных исполнителей, таких как Лавер Бару и основатель музыкальной династии Ремзи Лела, потомки которого работают в большинстве крупных музыкальных учреждений в Тиране.
Инструментальная музыка южной Албании зачастую исполняется ансамблем «каба», в состав которого входят кларнет или скрипка, наряду с аккордеонами и лахутами. Каба, как правило, исполняет музыку в меланхоличном стиле с мелодиями, которые Ким Бёртон описывает как «одновременно новые и древние», иллюстрирующие «сочетание страсти и сдержанности, что является отличительной чертой албанской культуры».

## Албанские музыкальные инструменты
- Кларнет
- Чифтели
- Кипи
- Тулумбас
- Зурна
- Гусле
- Дайрех
- Гайда
- Давул
- Шаргия
- Бубен
- Тубелеки